# Risque relatif

Risque relatif de mortalité en fonction de l'IMC chez les femmes blanches américaines qui n'ont jamais fumé. Berrington de Gonzalez A, Hartge P, Cerhan JR, et al. (décembre 2010). "Body-mass index and mortality among 1.46 million white adults". N. Engl. J. Med. 363 (23) : 2211-9. DOI:10.1056/NEJMoa1000367..

Le risque relatif (RR) est une mesure statistique souvent utilisée en épidémiologie, mesurant le risque de survenue d'un événement dans un groupe par rapport à l’autre.
Prenons le cas d'une étude ayant pour objectif de déterminer la différence de risque d'avoir une maladie (cancer du poumon par exemple) chez une population exposée à un facteur de risque (tabac chez une population de fumeurs) et chez une population témoin (non fumeur).
Soit :
- {\displaystyle R_{1}} le risque de survenue d'événements critiques (le nombre de cancer) dans le groupe exposé (les fumeurs) ; on parle, dans les études de cohortes, de taux d'incidence. Considérons que 10 % des fumeurs ont eu un cancer du poumon, alors l'incidence est {\displaystyle R_{1}} = 10 %
- {\displaystyle R_{0}} l'incidence dans le groupe témoin (les non fumeurs). Considérons que 0,5 % des non-fumeurs ont eu un cancer du poumon, alors {\displaystyle R_{0}} = 0,5 %

Le risque relatif : {\displaystyle RR={\frac {R_{1}}{R_{0}}}} est ici égal à 20 (10/0,5=20). Dans cet exemple, le risque d'avoir un cancer du poumon est 20 fois plus élevé chez les fumeurs que chez les non fumeurs.

## Différence avec le rapport de cotes (odds ratio)
Le rapport de cotes (odds ratio en anglais) est une autre statistique d'usage proche. Bien que la quantité associée n'ait pas de représentation intuitive, il présente deux avantages. Tout d'abord, il est calculable lorsque la prévalence d'une maladie n'est pas respectée. Il est donc calculable à la fois dans les enquêtes de « cohorte » où les patients constituent un échantillon représentatif d'une population générale, et dans une enquête « cas-témoins » où le quota de malades est déterminé à l'avance par rapport aux non-malades. Ensuite, l'odds ratio et son intervalle de confiance peuvent directement être obtenus à l'aide d'une régression logistique.
{\displaystyle OR={\frac {R_{1}/(1-R_{1})}{R_{0}/(1-R_{0})}}={\frac {R_{1}}{R_{0}}}\cdot {\frac {1-R_{0}}{1-R_{1}}}=RR\cdot {\frac {1-R_{0}}{1-R_{1}}}}
On constate que lorsque la maladie est rare et donc que {\displaystyle R_{0}} et {\displaystyle R_{1}} sont petits, les valeurs du risque relatif et de l'odds ratio sont proches.

## Estimation du risque relatif
Le risque relatif peut s'estimer à partir d'une enquête de cohorte exposé / non exposé, c'est-à-dire un suivi dans le temps (longitudinal). L'estimateur du risque relatif est formé par le rapport de deux pourcentages observés. Reprenons l'exemple du tabagisme et du cancer du poumon. On observe une cohorte de 1000 fumeurs et 1000 non fumeurs. Après 20 ans de tabagisme, 10 ont développé un cancer des bronches chez les fumeurs et 5 chez les non fumeurs. Ceci est résumé dans le tableau suivant :
|            | Cancer                   | Sain                      | Total                       |
| ---------- | ------------------------ | ------------------------- | --------------------------- |
| Fumeur     | {\displaystyle x_{1}}=10 | {\displaystyle y_{1}}=990 | {\displaystyle n_{1}}= 1000 |
| Non Fumeur | {\displaystyle x_{0}}=5  | {\displaystyle y_{0}}=995 | {\displaystyle n_{0}}=1000  |

Le risque relatif est estimé par :{\displaystyle {\hat {RR}}={\frac {x_{1}/n_{1}}{x_{0}/n_{0}}}=(10/1000)/(5/1000)=2}
Pour calculer l'intervalle de confiance de cette estimation, on se place sur l'échelle logarithmique.
La variance du logarithme du risque relatif est approximativement :
{\displaystyle \operatorname {Var} (\ln {\hat {RR}})\approx 1/x_{1}-1/n_{1}+1/x_{0}-1/n_{0}}
Cette formule résulte de l'application de la méthode delta.
On calcule alors l'intervalle de confiance à 95 % du RR en passant à l'exponentielle, selon :
{\displaystyle \mathrm {IC} 95\%(RR)\approx \exp \left(\ln {\hat {RR}}\pm 1.96{\sqrt {\operatorname {Var} (\ln {\hat {RR}})}}\right)}
Dans l'exemple précédent, on a donc 
{\displaystyle \mathrm {IC} 95\%(RR)=[0.7\,;5.8]}
Remarque : Une méthode basée sur l'utilisation de lois binomiales indique un intervalle {\displaystyle [0.56\,;7.4]} pour l'exemple traité.

## Test de la valeur du risque relatif
Usuellement, on comparera la valeur du risque relatif estimé à 1, afin de pouvoir conclure à l'existence d'un risque 
augmenté (RR >1) ou diminué (RR<1).
L'hypothèse nulle testée est : 
{\displaystyle H_{0}:RR=1}
contre l'alternative 
{\displaystyle H_{1}:RR\neq 1}
Le test de Wald consiste à rejeter l'hypothèse nulle si la valeur 1 n'appartient pas à l'intervalle de confiance.
Dans l'exemple précédent, on ne rejette pas l'hypothèse nulle car {\displaystyle 1\in [0.7\,;5.8]}.
D'autres méthodes de test sont possibles (rapport de vraisemblance, score).